# Ptilinop diademat
El ptilinop diademat (Ptilinopus regina) és una espècie d'ocell de la família dels colúmbids (Columbidae) que habita selva humida i manglars de les illes Petites de la Sonda, illes Banda (a les Moluques), illes Kai, i en Austràlia, al nord d'Austràlia Occidental, nord del Territori del Nord, i Queensland, cap al sud fins al nord de Nova Gal·les del Sud.